# Крест (Речанское сельское поселение)
Крест — деревня в Торопецком районе Тверской области России. Входит в состав Речанского сельского поселения.

## История
Расположена на пересечении двух великих дорог. Одна из них, тысячелетняя Большая московская дорога (средневековое название), в прошлом связующая центральные земли России с «западом». Вторая дорога — одно из ответвлений пути из «варяг в греки».
Этот перекрёсток в разные времена пересекали Александр Невский, Пётр Первый, Екатерина Вторая и многие другие царственные особы. 15 мая 1609 года неподалёку от этого перекрёстка, близ деревни Каменка, было выиграно первое крупное сражение, положившее начало освобождению России от интервентов в Смутное время.